# Склепіння мозку
Звід мозку, або склепіння мозку (лат. fornix) — сукупність двох вигнутих тяжів білої речовини головного мозку, розташованих під мозолистим тілом, з'єднаних в середній частині у вигляді тіла зводу, а спереду і ззаду розходяться, утворюючи відповідно стовпи зводу і ніжки зводу. Трикутна пластинка білої речовини, спайка зводу, складається з волокон, що з'єднують правий і лівий гіпокампи. Звід також з'єднує соскоподібні тіла з ними.

## Ілюстрації

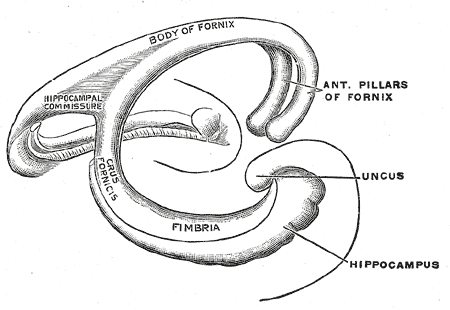
Звід мозку